# Place du Donjon

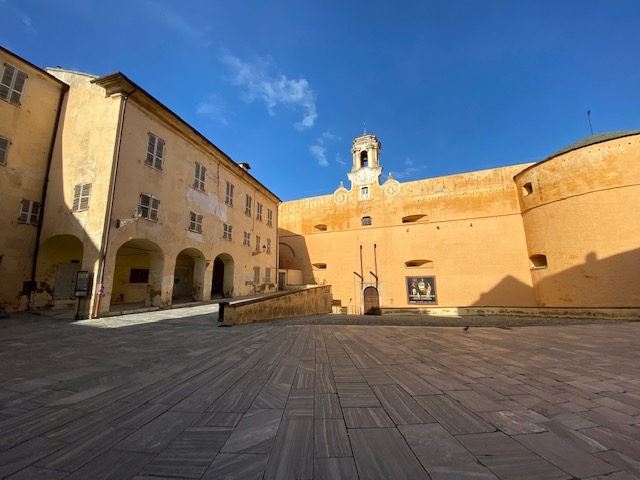
Le palais des Gouverneurs et le pavillon des Nobles Douze, place du Donjon à Bastia

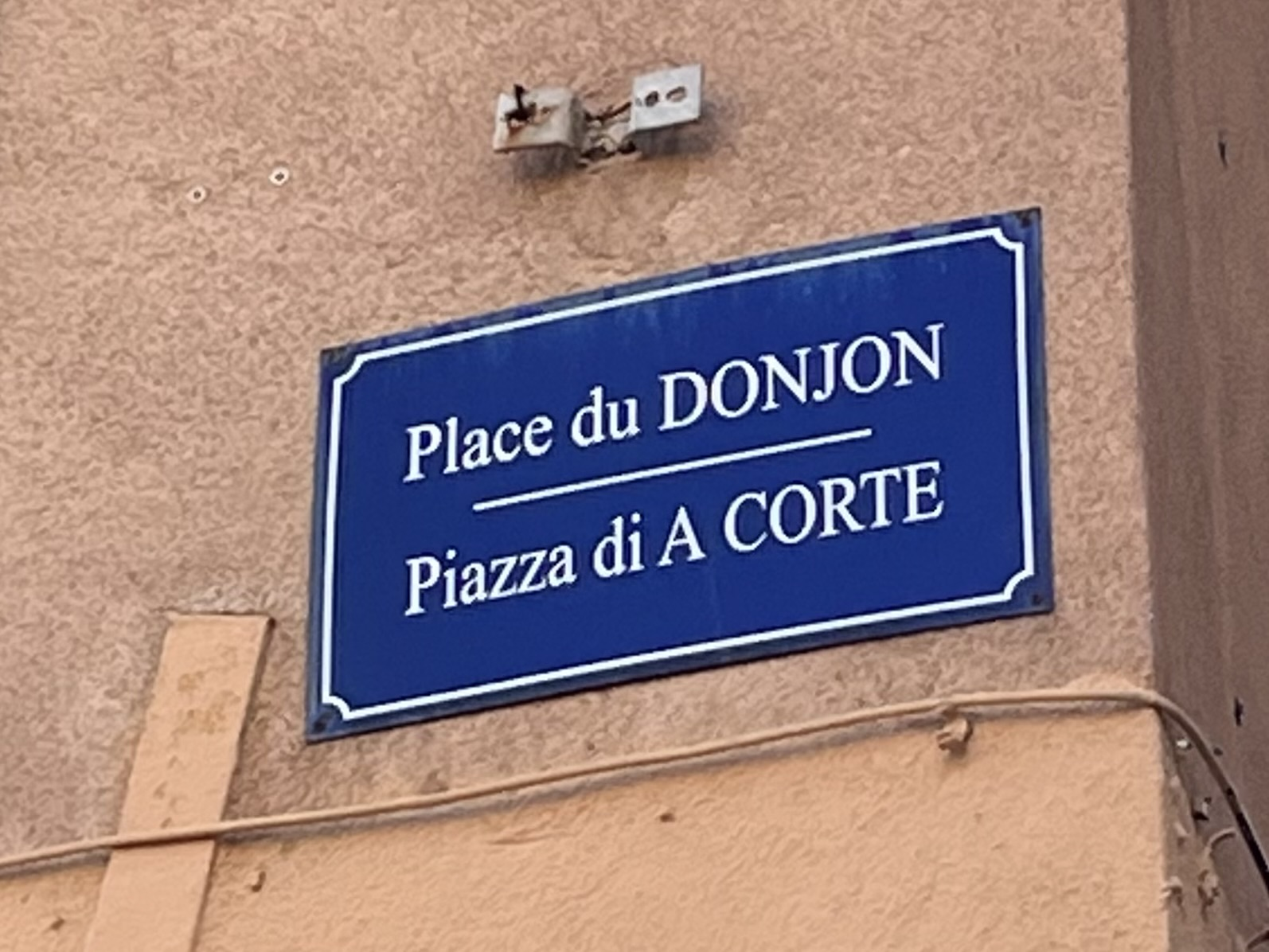
La plaque bilingue

La place du Donjon, dont le nom corse est Piazza di a Corte est une place située dans la Citadelle de la ville de Bastia.

## Situation
C'est la place principale de la Citadelle. On y accède aujourd'hui par les deux portes. Ce passage est appelé Passage Rosaguti ou E Loghje. 

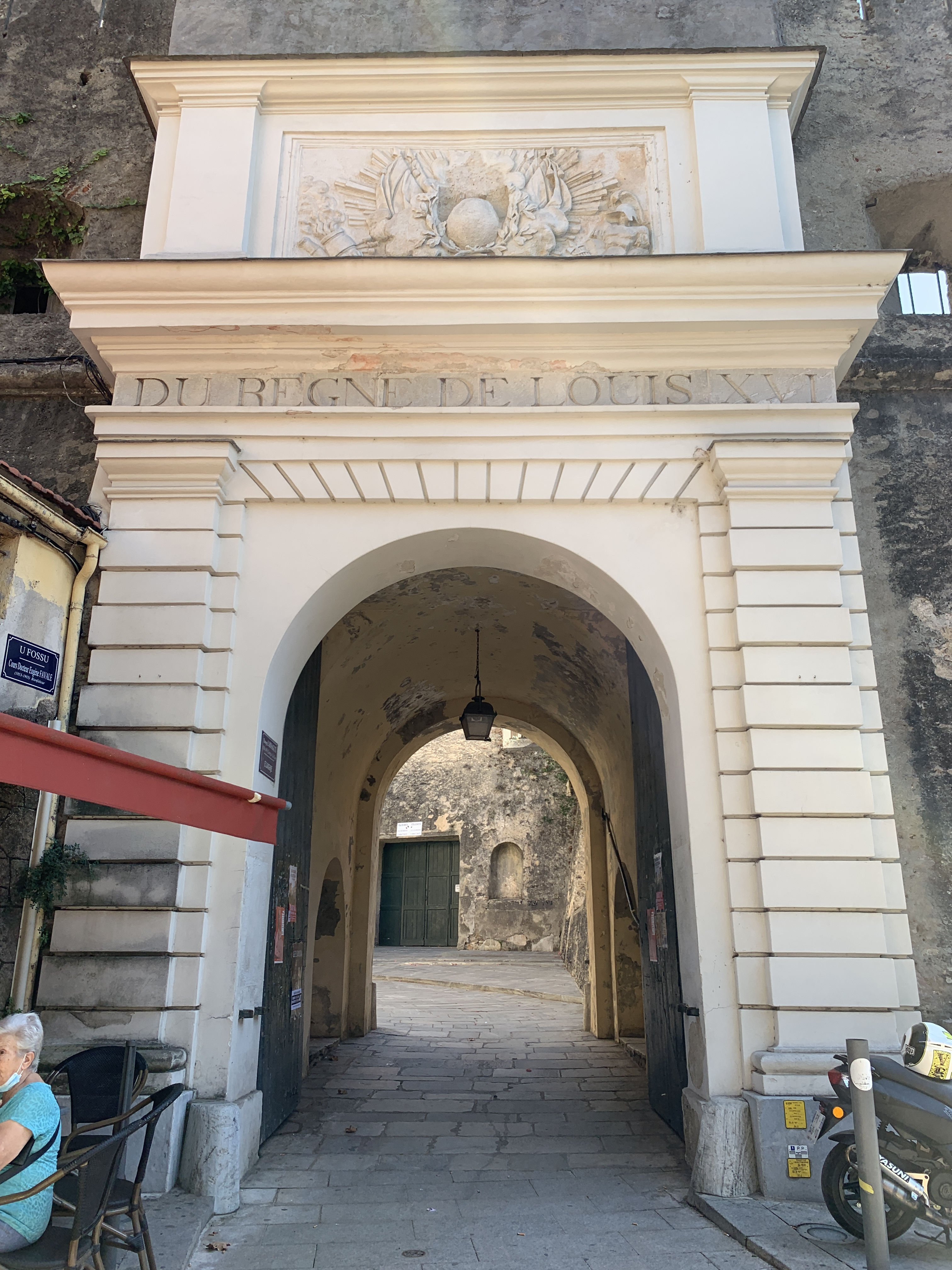
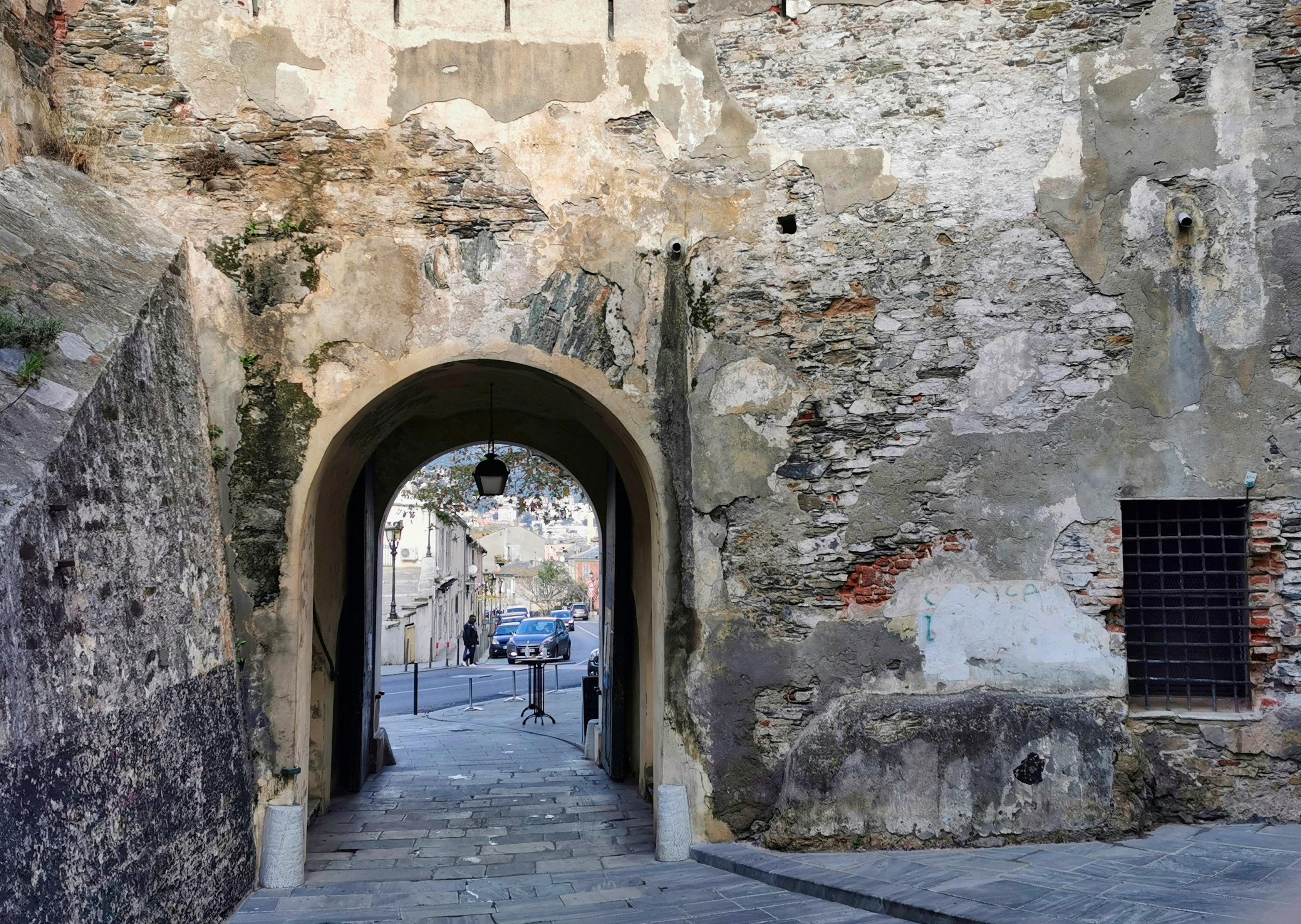

Au-dessus de la deuxième porte, une pierre porte encore la trace de la présence génoise. On devine que les armoiries de la sérénissime république de Gênes y figuraient : une croix entourée par deux griffons. Cette sculpture a été effacée après la Révolution.

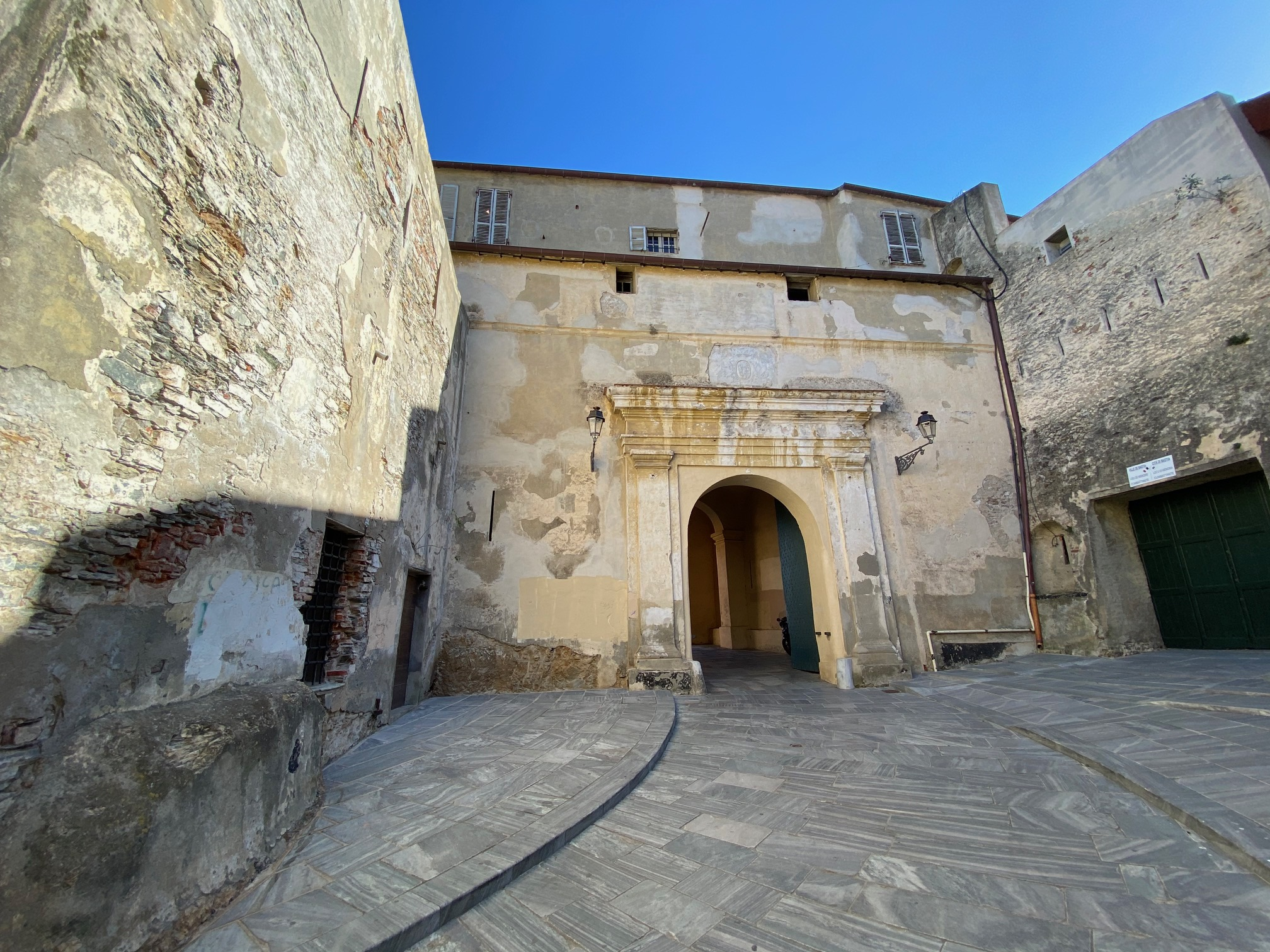
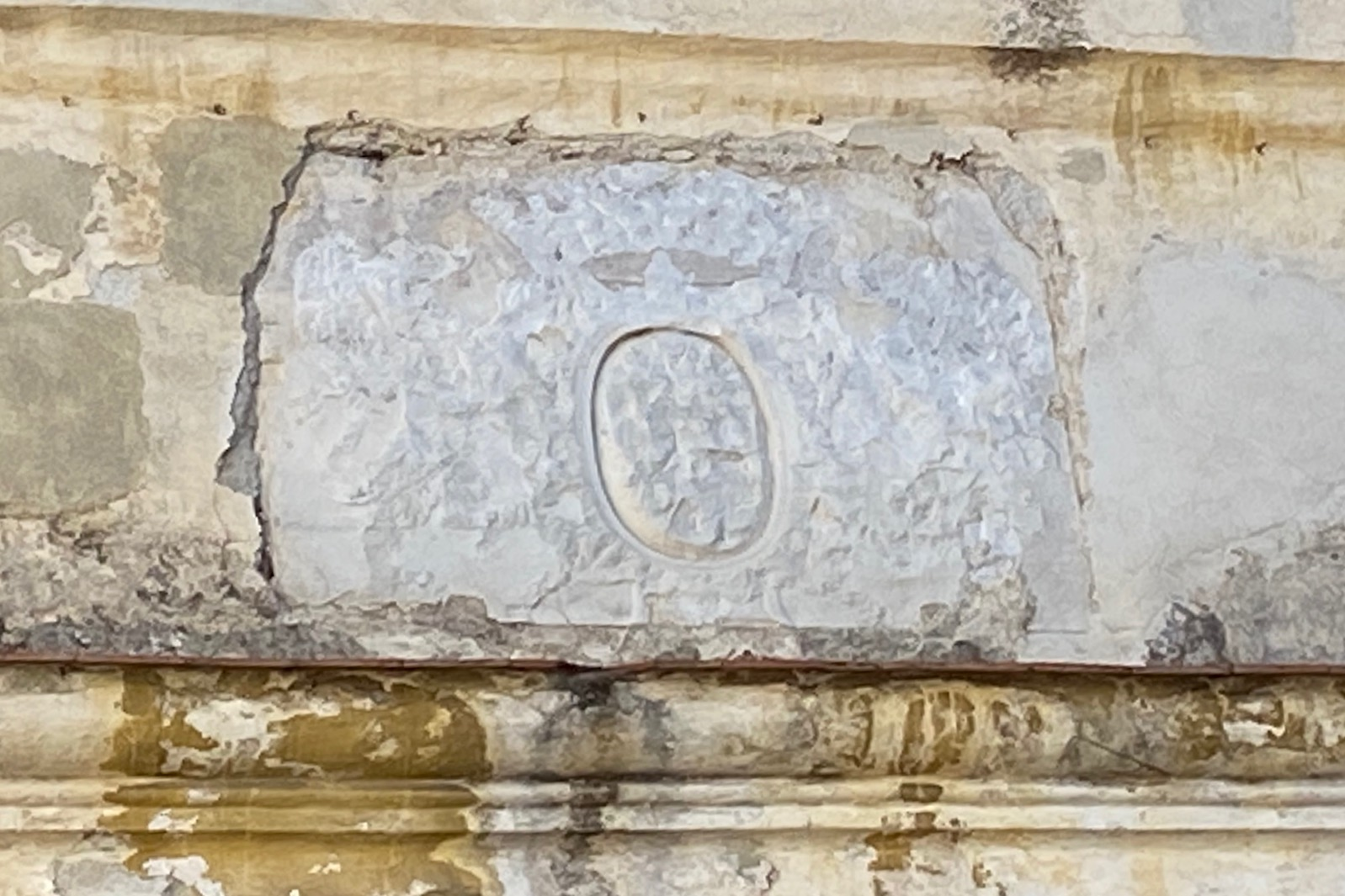

## Origine du nom
Son nom ancien est Piazza di A Corte, en français "Place de la Cour". Le nom fait référence à la cour de justice, qui était installée à la Citadelle. Le nom de place du Donjon a été donné sous la domination française. Après la conquête militaire de l'île, l'armée française s'installe dans le palais des Gouverneurs et on donne au bâtiment le nom de "Donjon".

## Maisons historiques
La place est entourée de bâtiments historiques qui ont fait l'histoire de la ville : le palais des Gouverneurs, le pavillon des Noble-Douze, la Casetta.

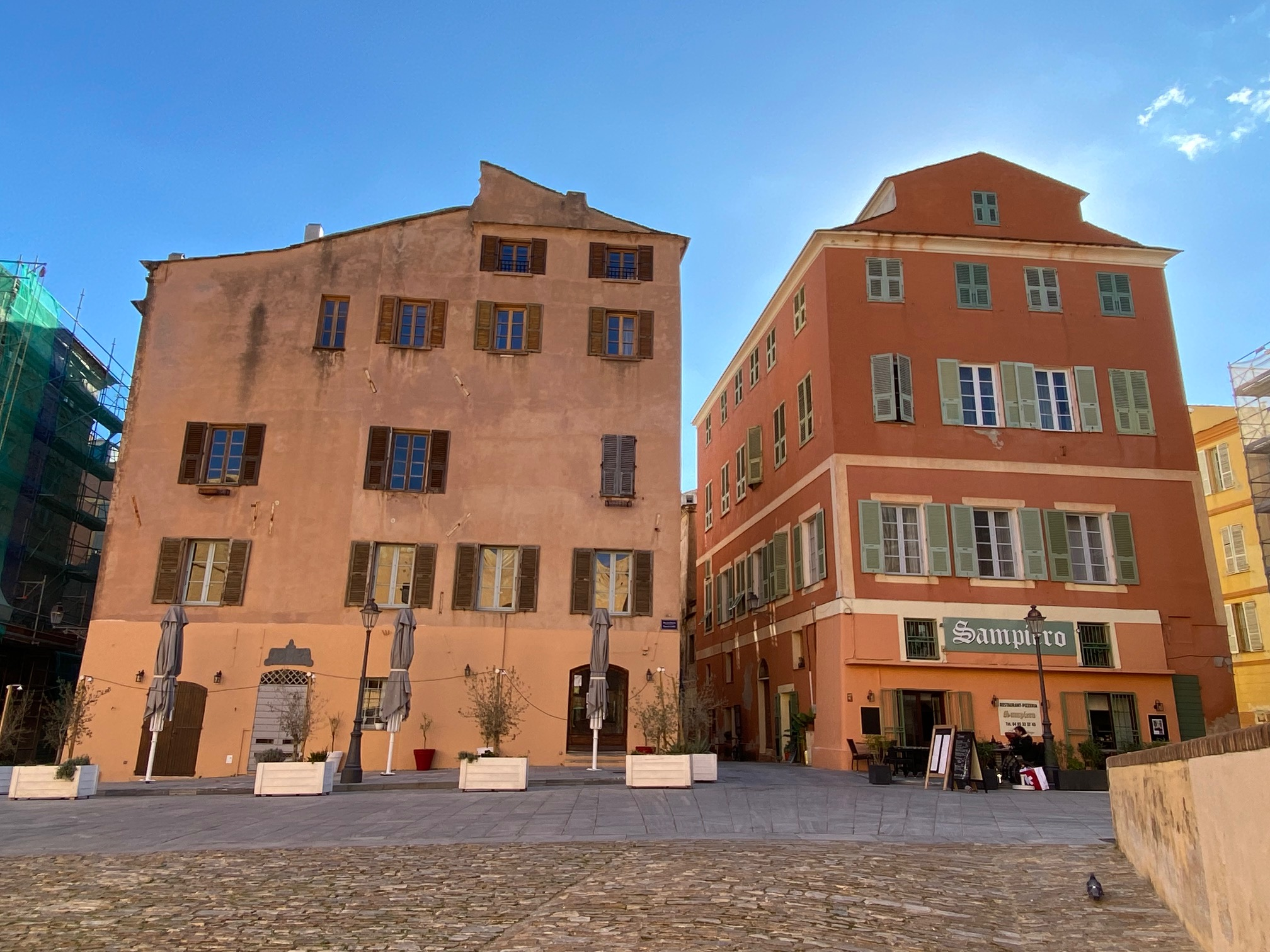
A Casetta et Casa Zerbi

### Palais des Gouverneurs
Le bâtiment actuel du palais des Gouverneurs a été construit à partir de 1448 et achevé dans le premier quart du XVIe siècle.
Le palais a servi de résidence principale aux gouverneurs de la fin du XVe siècle jusqu'à la fin de la domination génoise, au XVIIIe siècle. Il a servi également de cour de justice et de prison. Ses façades et toitures sont classées au titre des monuments historiques en 1977,.

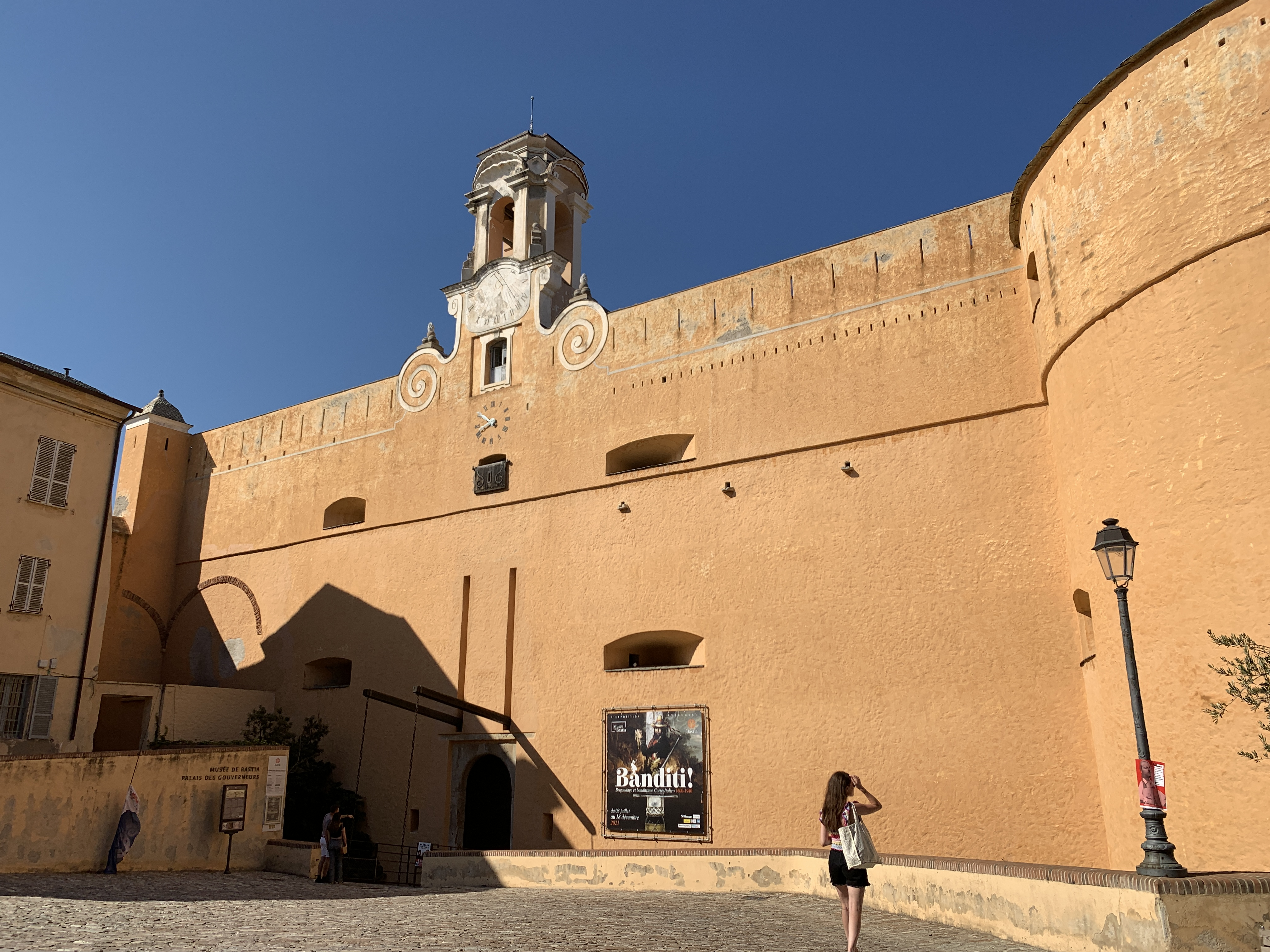
La façade du palais des Gouverneurs de Bastia

### Pavillon des Nobles-Douze

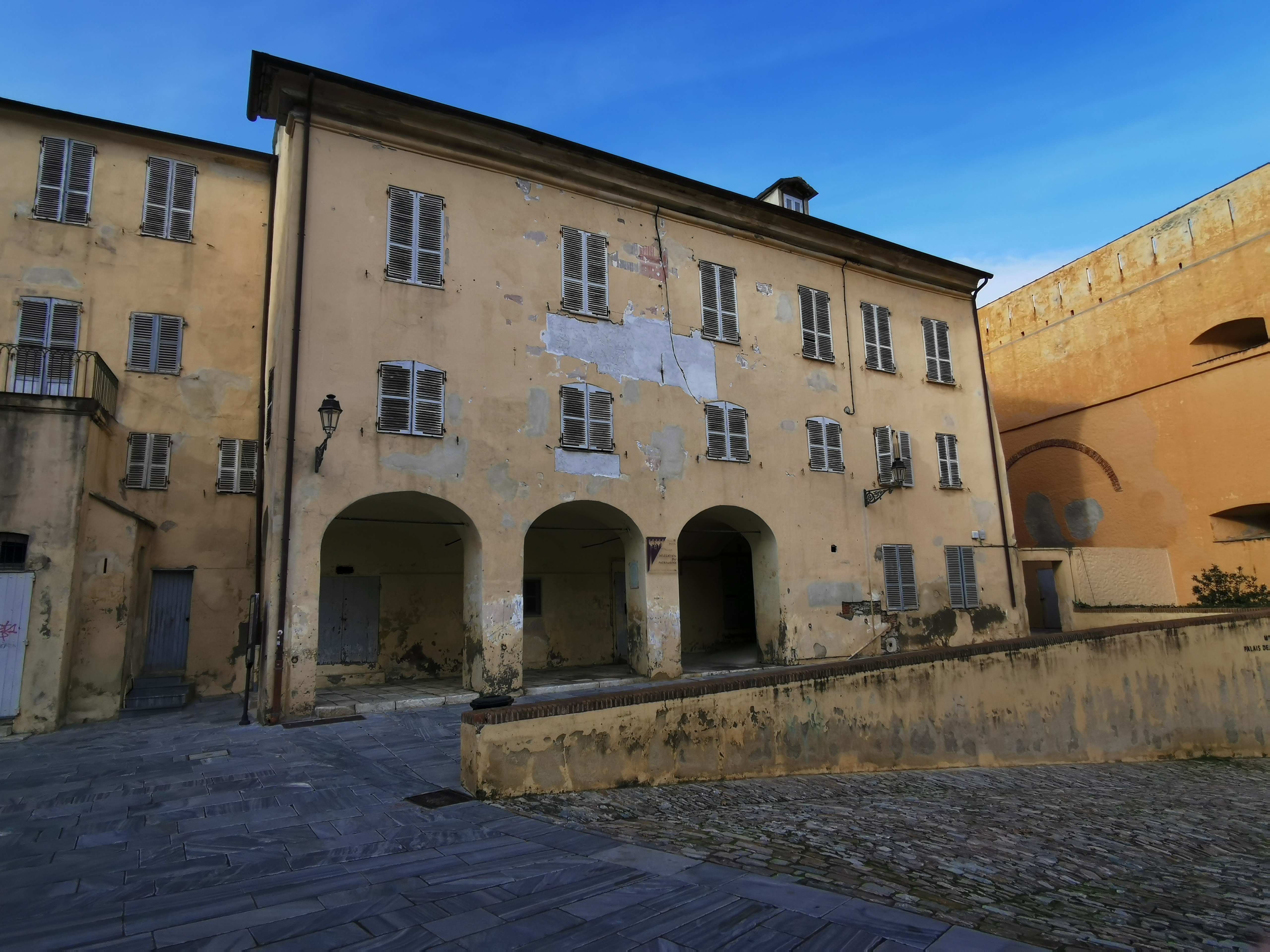
Le Pavillon des Nobles Douze

Le palais des Nobles Douze, ou Pavillon des Nobles-Douze, a été créé vers 1703. C'était une institution réservée aux Corses, en particulier aux descendants des grandes familles. Les douze conseillers étaient élus pour deux ans. Ils étaient censés aider le gouverneur pour certaines tâches. Ils peuvent être considérés comme les députés des pieve.
Sous la domination française, le bâtiment est récupéré par l'armée qui y met ses bureaux. 
Ils sont aujourd'hui occupés par les services du patrimoine de la municipalité de Bastia.
La façade d'origine n'était pas celle que l'on peut voir maintenant. On pouvait y voir un décor peint, représentant les armes de la république de Gênes soutenues par deux griffons.

### A Casetta

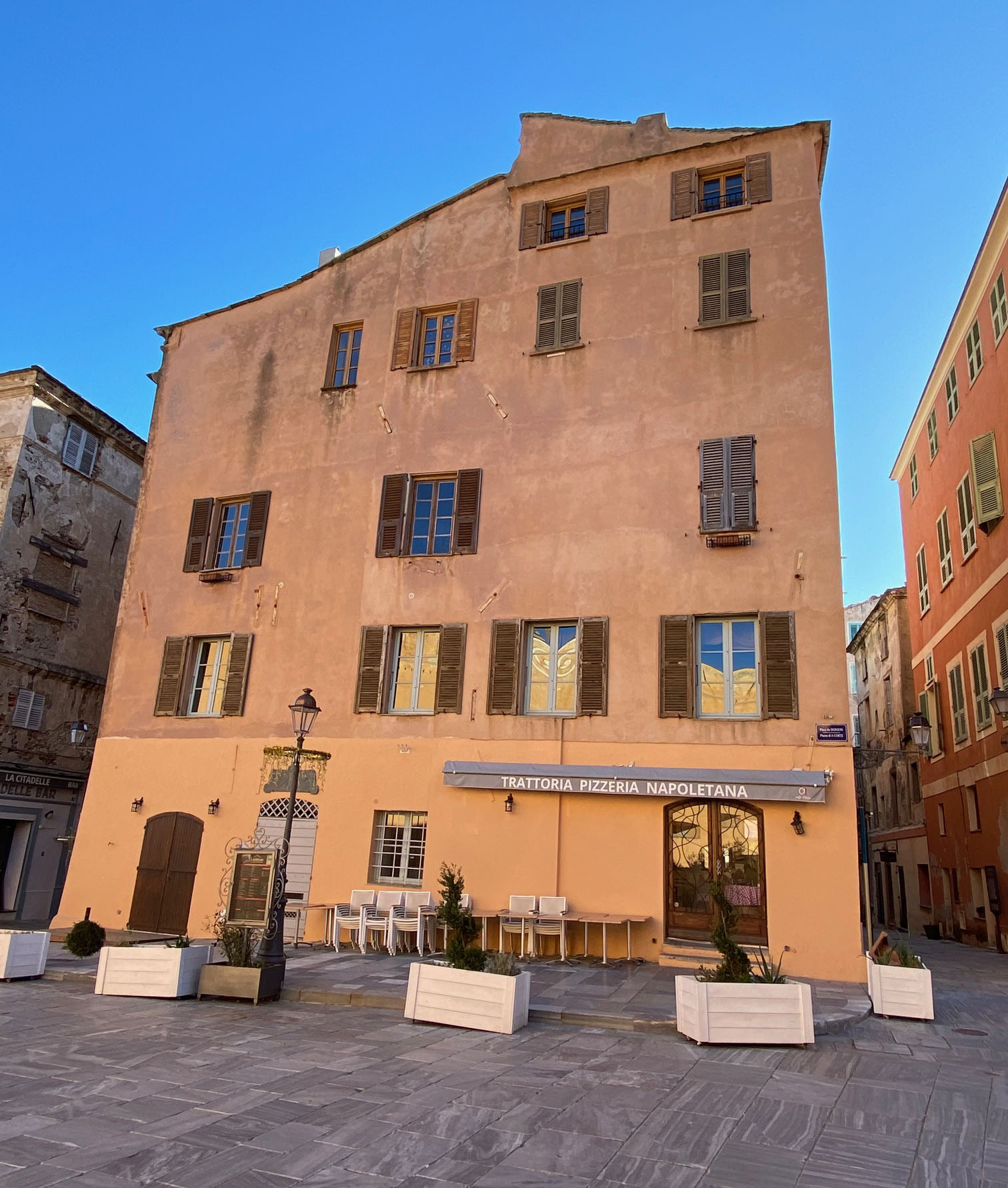
A Casetta, ou Casa Tagliacarne

À l'origine c'est une maison appartenant à la famille Tagliacarne. Antonio Tagliacarne était originaire de Levanto, sur la riviera ligure. En 1480, il demande à la république de Gênes l'autorisation de construite une vingtaine de maisons autour de la fortification initiale de La Bastìa. 
C'est ainsi que nait le quartier de Terra Nova. Il deviendra le premier podestat de la ville, de 1488 à 1498.
La maison est appelée « Casetta » à cause de sa petite taille d'origine. Les étages supérieurs ont été rajoutés plus tard. Sous la domination génoise, la Casetta fait office d'hôtel de ville. C'est là que se réunissait la « Magnifica Comunità della Bastia », l'équivalent du conseil municipal.

### Casa Zerbi, l'ancien vicariat
C'était la maison du vicaire du gouverneur. Elle a servi de cour de justice. Elle a aussi donné son nom à la place : Piazza di Corte. Le vicaire était le second personnage le plus important de l'administration génoise, après le gouverneur. Quand le vicariat fut transféré dans l'enceinte du palais des Gouverneurs, la maison devint propriété de la famille Centurione. Puis elle fut acquise par Paulu Zerbi (1582-1635), qui fut podestat. Il la réhaussa d'un étage et la fortifia, ajouta une tour, une citerne. Elle fut connue alors sous le nom de "Casa Zerbi",.

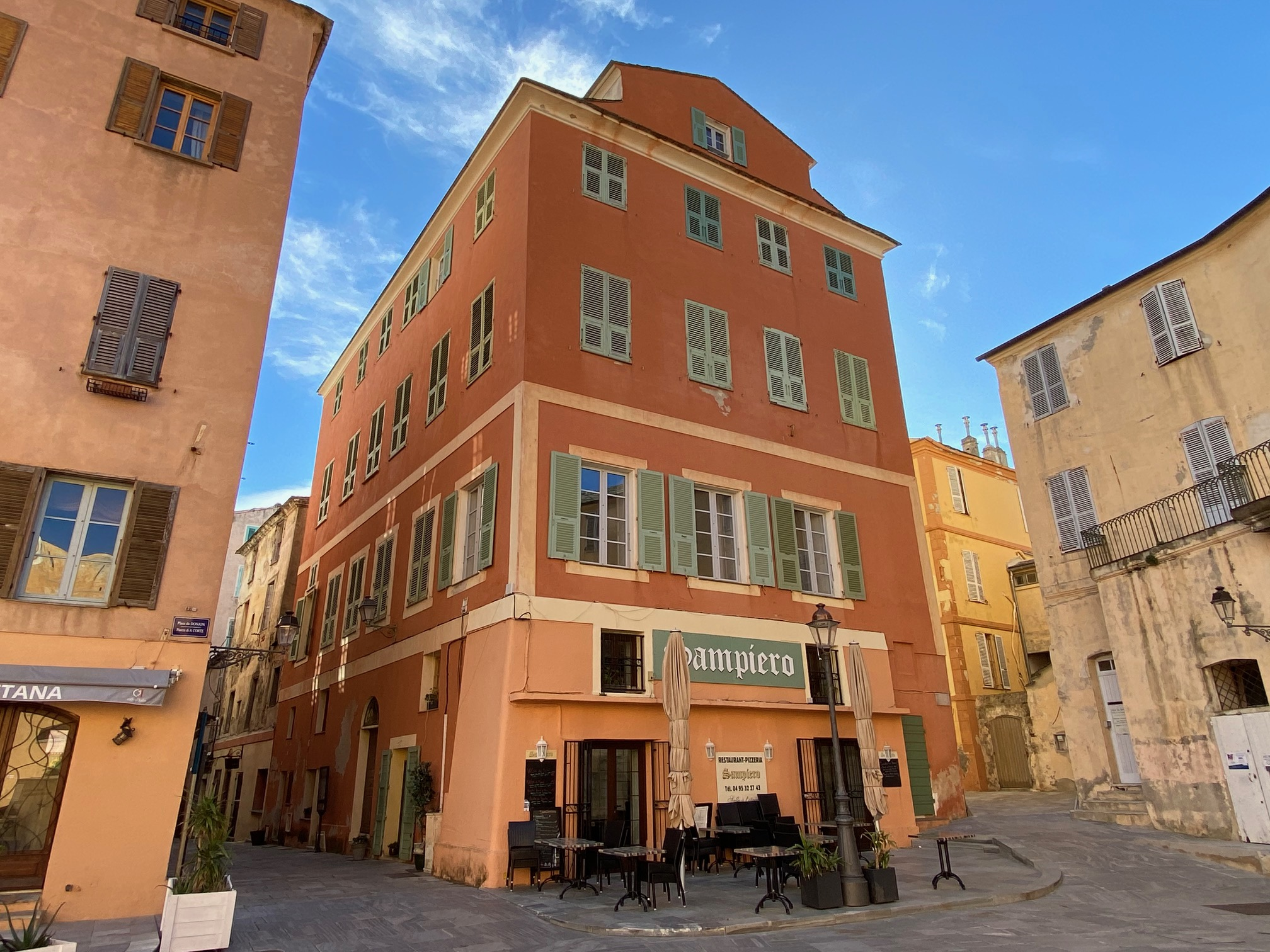
Casa Zerbi, l'ancien vicariat

## Autre lieux historiques

### La citerne de la Chjappa
Elle se trouve sous la Piazzetta. Cette ancienne citerne de l'époque génoise servait à alimenter en eau la citadelle en cas d'assaut. Il y en avait d'autres dans les entrailles du palais des Gouverneurs. Longtemps fermée au public, elle peut aujourd'hui se visiter. Elle a été rendue accessible au public en 2020 après les travaux du théâtre de verdure, le Mantinum.

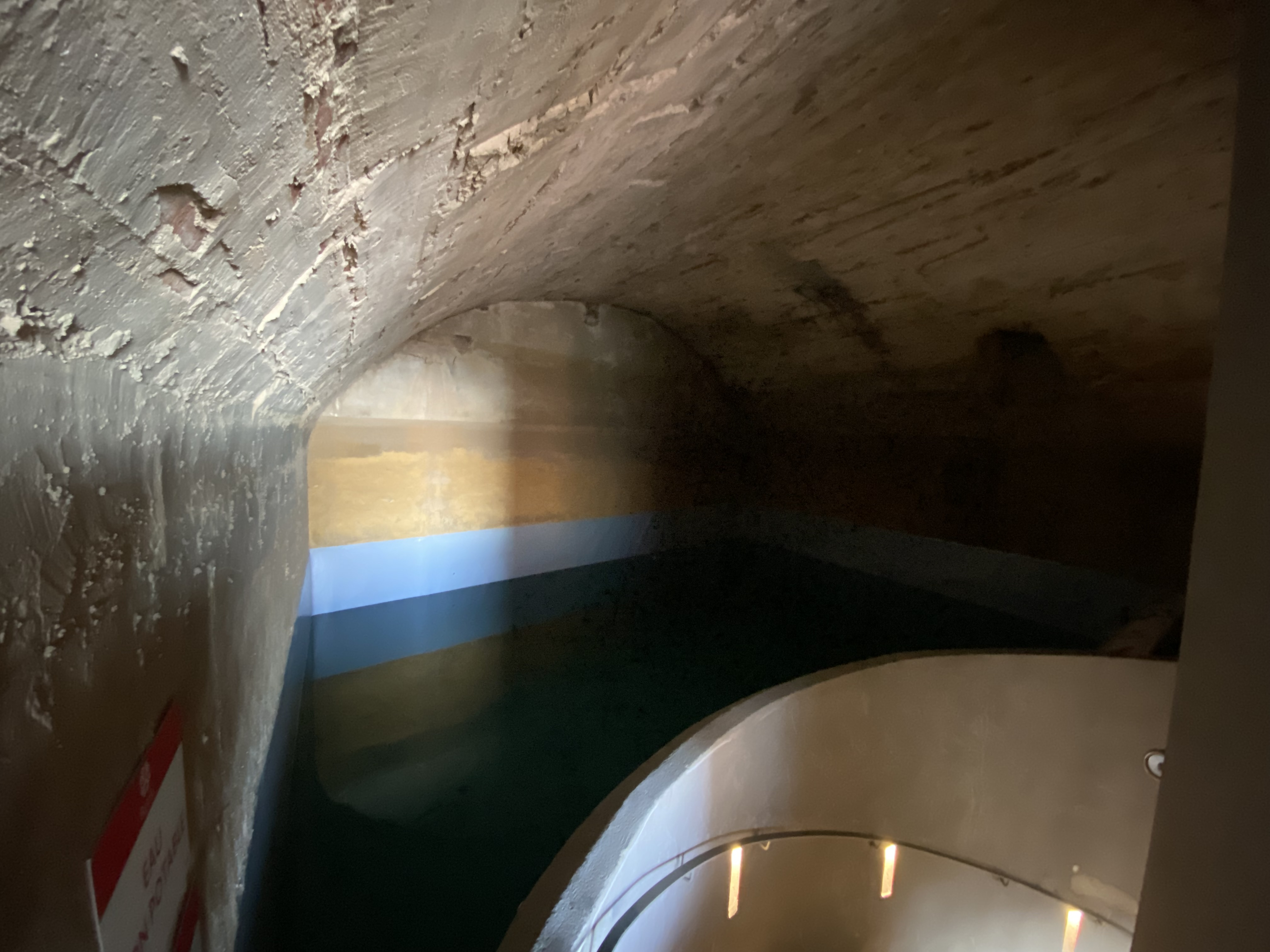
La citerne de la Chjappa